# 아카호리 모토유키
아카호리 모토유키(일본어: 赤堀 元之, 1970년 4월 7일 ~ )는 일본의 전 프로 야구 선수이자 야구 지도자이다. 현재 주니치 드래곤스의 1군 투수코치이다.
현역 시절 오사카 긴테쓰 버펄로스에서 구원 투수로 활약하여 16년 동안 58승 45패 139세이브를 기록했고 최우수 구원 투수 타이틀을 5차례나 석권할 정도로 긴테쓰의 수호신으로서 팀을 이끌었다.

## 인물

### 프로 입단 전
시즈오카현 후지에다시 시모아오지마에서 태어나 초등학교 4학년 때 야구를 시작했다. 후지에다 시립 아오지마 중학교에서는 시즈오카 현 대회에서 네 경기에 등판해 37이닝을 무실점으로 막아내면서 우승을 거두었고 야구 강호인 시즈오카 현립 시즈오카 고등학교에 진학했다. 야구부 동급생으로는 가지야마 요시히코, 아마노 요시아키 등이 있었다. 고등학교에 들어가면서부터 경식 야구를 시작하여 2학년 여름에는 에이스 넘버를 달고 하계 선수권 대회(제69회 전국 고등학교 야구 선수권 대회)에 출전했다. 간사이 고등학교와의 경기에서 5회부터 구원으로 등판했지만 6개의 피안타와 4실점을 내주며 팀은 4대 6으로 패했다.
2학년 때는 구속이 124 km/h 가량에 머물렀고 커브나 슬러브를 중심으로 볼을 배합하는 연투파였다. 가을에는 야수 전향도 검토하면서 내야수나 포수로 뛰기도 했는데 동절기에 처음으로 본격적인 웨이트 트레이닝에 돌입했더니 근육이 급격하게 성장하면서 3학년 여름에는 구속이 140 km/h까지 빨라졌다. 비디오로 관찰한 기타벳푸 마나부의 투구 폼도 참고가 되었다고 한다. 여름에 열린 시즈오카 현 대회 때 첫 경기에서 시즈오카 현립 시즈오카니시 고등학교에게 4대 5로 패했지만 1학년 때부터 아카호리의 팔 스윙을 면밀히 관찰하여 높이 평가했던 긴테쓰 버펄로스 스카우트인 오다 요시토 덕분에 1988년 프로 야구 드래프트 회의에서 긴테쓰 버펄로스로부터 4순위로 지명받아 입단했다. 계약금과 연봉은 각각 3,000만 엔, 400만 엔(금액은 모두 추정 액수)이었다.

### 프로 야구 선수 시절

#### 구원 투수 시절(1989년 ~ 1993년)
입단 1년째에 오기 아키라 감독의 눈에 들어 개막은 2군에서 맞이했지만 5월 3일에 치러진 롯데 오리온스전에서 1군에 처음으로 등판했다. 첫 선발로 나선 1989년 6월 7일의 후쿠오카 다이에 호크스전에서는 1회도 채 못 넘기고 불과 14구 만에 패전 투수가 되었지만 이 경험을 계기로 연습에만 전념했다. 이듬해 1990년에는 올스타전 직후부터 1군에 정착했고, 슈토를 많이 사용하는 야마시타 가즈히코의 강경한 리드에도 힘입어 21경기에서 4승을 거두면서 중간 계투로서 일정한 성과를 남겼다.
프로 3년째인 1991년, 개막 이후부터 요시이 마사토와 함께 마무리 투수를 맡았다. 6월 16일의 세이부 라이온스전에서 이시게 히로미치가 때린 타구에 맞아 오른쪽 손등에 골절상을 입었지만 다치바나 류지 코치와 함께 재활 훈련을 실시해 9월에는 1군에 복귀하여 시즌 9세이브를 기록했다. 또한 5월 29일의 오릭스 블루웨이브전(닛폰 생명 구장)에서는 연장 11회초에 돈 슐체에게서 홈런을 맞고 패전 투수가 되었다. 이것은 퍼시픽 리그가 지명타자 제도를 채택한 이후 처음으로 투수에 의한 홈런이었다.
1992년, 작년 시즌 부상의 영향도 있어 선발과 마무리 중 어느 것으로 기용할지 감독 및 코치진들이 갈피를 못잡아 시즌 개막까지 본인에게도 밝히지 않았다고 한다. 결국은 요시이의 부상으로 빠진 적도 있어 마무리 투수로 등판해 4월에는 7경기에서 1승 4세이브라는 성적을 기록하여 순조로운 출발을 보였다. 세이부와 우승 경쟁을 놓고 펼치는 긴테쓰에 있어서 등판 기회가 늘어났고 처음으로 출전한 올스타전에서는 제3차전에서 3이닝을 완벽하게 호투하여 우수 선수상을 수상했다. 시즌 통산에서는 50경기에 등판하여 11승 4패 22세이브의 성적으로 투구 이닝도 100이닝을 넘어 10월에는 규정 투구 이닝까지 남은 것은 15이닝, 3실점 이하라면 최우수 평균 자책점 타이틀을 노릴 수 있는 상황이 되었다. 10월 5일의 다이에전에서 시즌 첫 선발로 나서 프로 첫 완봉 승리를 거두었고 10월 11일의 역시 다이에전에서도 6이닝을 3실점으로 막았다. 최종적으로 스즈키 게이시가 기록했던 팀 기록 2.02를 경신하는 평균 자책점 1.80의 성적으로 최우수 구원 투수에 더해 최우수 평균 자책점 타이틀도 석권했다. 그 해의 활약으로 퍼시픽 리그를 대표하는 마무리 투수가 되었지만 아카호리로서는 첫 완봉을 한 계기로 선발로 전향하고자 하는 마음이 강해지고 있었다고 한다. 그러나 팀의 사정으로부터 이후 5시즌에 걸쳐 마무리 투수를 맡았다. 1993년에는 2년 연속으로 최우수 구원 투수 타이틀을 획득했다.

#### 구원 투수 시절(1994년 ~ 1998년)
1994년, 세이부와의 개막전에서 3점을 앞서가고 있는 9회에 이토 쓰토무에게 사상 처음으로 개막전에서의 역전 끝내기 만루 홈런을 얻어맞는 파란의 출발점이 됐다. 이 경기는 전날에 스즈키 게이시 감독이 말했던 “개막전은 노모와 심중한다”라는 말에 부응해 노모가 9회 1사까지 노히트 노런의 호투를 보이고 있었기 때문에 1사에 주자 1, 2루가 된 상황에서 등판하라는 지시를 받아도 마음의 준비가 되어 있지 않았다고 한다. 더욱이 다음 경기에서도 스즈키 겐에게 텍사스 안타를 맞고 집중력을 쓴 상태에서 사사키 마코토에게 역전 3점 홈런을 맞고 패했다. 그러나 그 다음에는 컨디션을 되찾아 당시의 일본 신기록인 21경기 연속 세이브 포인트를 수립하는 등 최대 15의 빚으로부터 반격하고 있는 팀을 이끌었다. 최종적으로 3년 연속이 되는 최우수 구원 투수 타이틀을 차지해 당시의 퍼시픽 리그 신기록을 수립했다. 시즌 종료 후에는 4,000만 엔이 증가된 연봉 1억 2,000만 엔(추정)으로 계약을 갱신하였다.
1995년, 오른쪽 어깨 통증과 등골 통증 때문에 여름 전에 1군 등록이 말소되었고 7월 31일에는 왼쪽 장딴지 통증으로 다시 1군 등록이 말소되는 등 이 반복되어 28경기에 등판해 1승 8패 13세이브로 저조한 성적을 남겼다. 더욱이 스즈키 게이시가 감독이었던 그 해까지의 3년 간은 팀이 ‘밑바닥 같은 어두운 기간’이었다고 훗날 이렇게 말하였다. 이듬해 1996년 6월 1일 세이부전에서 26세 55일에 일본 프로 야구 사상 최연소로 100세이브를 달성해 통산 네 번째의 최우수 구원 투수 타이틀을 차지했다.
1997년, 개막전에서 그 해에 개장한 오사카 돔에서의 첫 세이브를 기록했고 8월 24일의 지바 롯데 마린스전에서는 8회초부터 등판해 5이닝을 무실점으로 처리하여 일본 프로 야구 역대 세 번째가 되는 10점차 역전 경기에서의 승리 투수가 되었다. 또 시즌 종반에는 일본 타이 기록이 되는 더블헤더 2경기에서 세이브를 올리는 등의 맹활약으로 2년 연속이자 통산 다섯 번째의 최우수 구원 투수 타이틀을 석권했다. 한편으로 여전히 선발 전향에 강한 의지를 갖고 있어 1997년 시즌 종료 후에는 하와이 윈터 리그에 선발로서 참가하였다. 구단의 요청으로 오쓰카 아키노리가 독립할 때까지라는 조건으로 구원을 맡아 연초에 퍼시픽 리그 투수로서 최고 액수가 되는 1억 8,500만 엔(추정)으로 긴테쓰에서는 최초의 1년 혹은 2년 이상이 되는 2년 계약을 맺었다.
1998년, 오른쪽 어깨 부상과 허리 통증으로 인해 1군 등록은 6월 27일로 그 해에는 부상으로 인한 출발이 늦어졌다. 그 사이에 오쓰카가 당시 퍼시픽 리그의 세이브 기록을 갈아치우는 활약도 있었으며 1군 복귀 후에는 롱릴리프를 중심으로 중간 계투를 맡아 시즌 종반에는 선발로 전향하였고 9월 19일 오릭스전에서 자신으로서는 두 번째인 완봉 승리를 거두었다.

#### 선발 전향 이후
1999년에는 스프링 캠프의 홍백전, 그리고 시범 경기에서도 개막전 투수를 맡는 등 순조로운 완성을 보여 자신이 좋아하는 경마에 빗대어 “10승 할 수 없으면 천황상의 마권은 사지 않는다”라는 목표를 세웠다. 4월에는 개막 이후부터 선발 로테이션 들어가 두 경기에서 2승을 올렸다. 그러나 개막 전후부터 세로 슬라이더를 던질 때에 통증을 느끼게 되었고 게다가 포크볼을 던지면서 팔꿈치부터 어깨에 전기가 흐르는 듯한 통증이 일어났기 때문에 진찰을 받은 뒤 4월 21일에 오른쪽 팔꿈치 관절주위염과 오른쪽 발목 염좌를 이유로 1군 등록이 말소되었다. 염증이 가라앉고 나서 MRI에 의한 정밀검사를 하였고 6월 8일에 오른쪽 팔꿈치 인대가 끊어졌다는 사실이 발각되었다. 팀 동료 사노 시게키가 인대 재건수술 후에 복귀가 힘들었던 일도 있어 고민하였지만 조기 회복을 위해 수술을 받기로 결심해 자신과 똑같이 인대가 끊어진 사카이 히로키와 함께 7월에 미국으로 건너가 보스턴에서 재건수술을 받았다.
수술 후에는 빨리 던지고 싶다는 초조함을 억제하면서 플로리다주에서 재활 훈련에만 전념했다. 2000년 8월 9일의 2군에서의 서패스전에서 1년 4개월 만에 실전에 등판하였지만 1군에서는 3경기 등판에만 그쳤다. 시즌 종료 후에는 연봉 1억 엔(추정)으로 계약을 갱신하였다.。 이듬해 2001년 4월 8일의 오릭스전에 선발로 나서 723일 만에 승리 투수가 되었지만 5월 18일의 지바 롯데전에서 패전 투수가 되자 오른쪽 어깨 통증으로 인해서 또다시 장기 이탈을 피할 수 없게 되었다. 팔꿈치의 통증은 해소되었지만 초조함으로 인한 오른쪽 어깨 부담으로 등판하지 못했고 이후에는 오른쪽 어깨 통증이 현역에서 은퇴할 때까지 계속되었다. 그 때문인지 1989년에 이어 2001년에 긴테쓰가 리그 우승할 당시에도 일본 시리즈에 등판하지 않았고 일본 시리즈에 등판하지 못한 채 현역에서 은퇴하게 되었다.
2004년에는 웨스턴 리그에서 2군의 전기 시즌 우승의 헹가래 투수가 되었지만 그 해를 마지막으로 해체되는 긴테쓰 구단으로부터 방출 통보를 받았다. 9월 24일의 오사카 돔 최종전에서는 9회 2사의 상황에 아카호리는 벤치에서 팀 동료가 만든 하나미치를 통해 등판하여 노다 고스케를 중견수 뜬공으로 처리하여 관중석에서 울려퍼진 대환성에 부응했다. 당초에는 현역 생활을 계속하겠다는 의지를 표명하여 트라이 아웃을 향한 조정을 하고 있었는데 차기 감독이 되는 오기 아키라로부터 코치를 맡아달라는 요청을 받아 어깨의 상태가 좋지 않은 점도 있었기 때문에 결국 현역에서 은퇴하기로 결심했다.

### 그 후
2005년부터 오릭스 버펄로스의 투수 코치로 부임해 이후 중간 계투진은 2008년까지 안정되어 있었다. 또 현역 시절부터 오랜기간 독신이었지만 2008년 12월에 결혼식을 올렸다. 2009년에는 1군 투수 코치(벤치)를 담당하고 있었지만 투수진의 부진 때문에 6월 9일부터는 1군 투수 코치(불펜)로 배치 전환되어 시즌 종료 후 퇴단했다. 2010년에는 KBO 리그 팀인 SK 와이번스 2군 투수 코치를 1년 간 맡았다.
2011년부터는 다시 오릭스로 복귀하여 관리부 육성 담당을 역임했고 같은 해 8월 3일자로 육성 담당 코치에서 1군 투수 코치(불펜)로 승격되었다. 2012년부터는 1군 투수 코치(벤치)로 부임했는데 시즌 도중부터 다시 불펜 담당으로 배치 전환이 되었지만 팀 평균 자책점이 리그 최하위로 떨어지며 침체되었다. 2013년부터는 오릭스의 육성 담당 인스트럭터로 발탁되었다. 2018년 시즌에 야쿠르트 스왈로스의 2군 투수 코치로 했었다가 2019 시즌에 주니치 드래곤스에 1군 투수 코치로 부임을 했다.

## 플레이 스타일
구원 투수 시절에는 바깥쪽의 낮은 곳으로 모이는 150 km/h에 가까운 빠른 공을 축으로 하였고 거기에서 나오는 슬라이더를 무기로 포크볼을 던지지 않는 마무리 투수로서 활약했다. 이 두 가지의 구종을 같은 곳에 던지면서 구분하는 뛰어난 제구력을 가졌고 더욱이 슬라이더는 각각 가로와 세로로 변화하는 두 종류를 적절하게 사용해 직구와 같은 수준의 구속이 있는 슈토도 던졌다. 마무리의 1이닝이면 이렇게 힘으로 누르는 투구가 매우 유효했다고 한다. 마토야마 데쓰야는 현역 시절 중에서 제일 인상에 남는 투수로서 아카호리를 꼽았는데 그 이유는 다음과 같이 말했다.
| “ | 스트레이트도 슬라이더 등의 변화구도 말로는 설명할 수 없이 어렵지만 정말 대단했다. 그것이 최다 세이브를 여러 차례 획득하는데 연결되었다고 생각한다. | ” |

이치로에게는 궁합이 잘 맞아 1994년부터 4년 간 25타수 4안타(타율 .160)라는 호투를 보였다. 마무리 투수의 일은 종합적으로 느끼는 면도 있었다고 하여 “1점차라면 긴장감도 있지만, 2점차라면 1점 빼앗겨도 문제없고 동점에서 연장에 들어가도 괜찮다”며 냉정하게 던지고 있었다고 말했다. 한편으로 다른 선수가 이기는 경기를 만든 상황에서 나오기 때문에 움직임이나 신뢰에 부응하려는 마음가짐이 있었다고 한다. 마무리 투수 시절에는 전개에 따라 6회말이나 7회초에 몸을 풀고 그 내용은 직구 8구, 커브 2구, 슬라이더 3구, 몸쪽 직구를 3구, 슈토를 2구, 바깥쪽 직구 2구 등 도합 20구를 반드시 정해놓고 하며 등판 직전에 직구 2구와 슬라이더 1구를 던졌다. 아카호리가 기록한 139세이브는 긴테쓰의 구단 기록이다. 과도한 등판에 의한 부상을 피하기 위해 중간 계투시절에는 다치바나 류지가 긴테쓰에서 활약했을 때 작성한 트레이닝 메뉴를 실행에 옮겼다.
선발 전향을 강하게 원했던 이유로는 매일 어깨를 만드는 부담이 컸다는 것과 역할이나 스타일을 바꿔 동기부여를 높이는 것 이나 타자와의 밀고 당기기를 즐기고 싶었다는 것을 꼽고 있다. 선발 전향 시에는 마찬가지로 구원 투수에서 선발이 된 요시이 마사토에게 조정법 등을 상의해 노모 히데오에게는 안타를 맞아도 감정을 드러내지 않고 경기를 망치지 말아달라는 조언을 해주었다. 또 전향 시에 포크볼을 습득했던 요시이를 본받아 커브나 체인지업 등을 습득하여 구종을 늘리고 완급을 더해 폭넓은 피칭을 하도록 유의하였다.
또, 현역 시절에는 야마시타 가즈히코, 미쓰야마 히데카즈, 후루쿠보 겐지 등 3명이 포수로서 병용되었다. 각각의 특색에 대해서 미쓰야마는 강한 리드, 후루쿠보는 바깥 중심의 정통적인 스타일, 야마시타는 양쪽 모두를 겸비한 임기응변의 스타일이었다고 말했다. 각각 배울 점이 있어 모두 던지기 쉬웠다고 한다.

## 상세 정보

### 출신 학교
- 시즈오카 현립 시즈오카 고등학교

### 선수 경력
- 긴테쓰 버펄로스·오사카 긴테쓰 버펄로스(1989년 ~ 2004년)

### 지도자 경력
- 오릭스 버펄로스 투수 코치(2005년 ~ 2009년)
- SK 와이번스 2군 투수 코치(2010년)
- 오릭스 버펄로스 육성 담당 코치(2011년 ~ 2011년 8월)
- 오릭스 버펄로스 1군 불펜 투수 코치(2011년 8월, 2012년)
- 오릭스 버펄로스 1군 벤치 투수 코치(2012년)
- 오릭스 버펄로스 육성 담당 인스트럭터(2013년 ~ 2014년)
- 야쿠르트 스왈로스 2군 투수 코치(2017년 ~ 2018년)
- 주니치 드래곤스 1군 투수 코치(2019년 ~ )

### 수상·타이틀 경력

#### 타이틀
- 최우수 평균 자책점 : 1회(1992년)
- 최우수 구원 투수 : 5회(1992년 ~ 1994년, 1996년, 1997년) ※5차례의 수상은 사사키 가즈히로, 이와세 히토키와 나란히 프로 야구 타이 기록을 수립

#### 수상
- 월간 MVP : 1회(1994년 6월)
- 파이어맨상 : 5회(1992년, 1993년, 1994년, 1996년, 1997년)

### 개인 기록

#### 첫 기록
- 첫 등판 : 1989년 5월 3일, 대 롯데 오리온스 5차전(후지이데라 구장), 9회초에 구원 등판·마무리, 1이닝 무실점
- 첫 탈삼진 : 1989년 5월 27일, 대 오릭스 브레이브스 6차전(한큐 니시노미야 구장), 7회말에 후지이 야스오로부터
- 첫 선발 : 1989년 6월 7일, 대 후쿠오카 다이에 호크스 10차전(헤이와다이 야구장), 1/3이닝 2실점에서 패전 투수
- 첫 승리 : 1990년 8월 26일, 대 오릭스 브레이브스 22차전(한큐 니시노미야 구장), 2회말 2사에 2번째 투수로서 구원 등판, 4와 1/3이닝 무실점
- 첫 세이브 : 1990년 9월 8일, 대 닛폰햄 파이터스 25차전(미토 시민 구장), 6회말에 2번째 투수로서 구원 등판·마무리, 4이닝 무실점
- 첫 선발 승리 : 1990년 10월 18일, 대 롯데 오리온스 26차전(후지이데라 구장), 5이닝 1실점
- 첫 완투 승리·첫 완봉 승리 : 1992년 10월 5일, 대 후쿠오카 다이에 호크스 24차전(후지이데라 구장), 피안타 3개, 탈삼진 4개, 4사구 3개

#### 기록 달성 경력
- 통산 100세이브 : 1996년 6월 1일, 대 세이부 라이온스 9차전(세이부 라이온스 구장) ※역대 9번째

#### 기타
- 올스타전 출장 : 3회(1992년 ~ 1994년)

### 등번호
- 40(1989년 ~ 1991년)
- 19(1992년 ~ 2004년)
- 87(2005년 ~ 2009년, 2012년)
- 74(2010년)
- 98(2011년)
- 83(2017년 ~ 2018년)
- 84(2019년 ~ )

### 연도별 투수 성적
| 연 도       | 소 속       | 등 판 | 선 발 | 완 투 | 완 봉 | 무 4 구 | 승 리 | 패 전 | 세 이 브 | 홀 드 | 승 률 | 타 자 | 이 닝 | 피 안 타 | 피 홈 런 | 볼 넷 | 고 4 | 몸 맞 | 탈 삼 진 | 폭 투 | 보 크 | 실 점 | 자 책 점 | 평 자 책 | W H I P |
| ----------- | ----------- | ----- | ----- | ----- | ----- | ------- | ----- | ----- | -------- | ----- | ----- | ----- | ----- | -------- | -------- | ----- | ---- | ----- | -------- | ----- | ----- | ----- | -------- | -------- | ------- |
| 1989년      | 긴테쓰      | 9     | 1     | 0     | 0     | 0       | 0     | 1     | 0        | --    | .000  | 35    | 7.0   | 9        | 0        | 6     | 0    | 0     | 2        | 1     | 0     | 4     | 3        | 3.86     | 2.14    |
| 1990년      | 긴테쓰      | 21    | 1     | 0     | 0     | 0       | 4     | 0     | 1        | --    | 1.000 | 219   | 51.1  | 50       | 6        | 24    | 0    | 1     | 38       | 1     | 0     | 23    | 17       | 2.98     | 1.44    |
| 1991년      | 긴테쓰      | 26    | 0     | 0     | 0     | 0       | 1     | 3     | 9        | --    | .250  | 218   | 53.1  | 43       | 3        | 16    | 3    | 2     | 38       | 2     | 0     | 23    | 21       | 3.54     | 1.11    |
| 1992년      | 긴테쓰      | 50    | 2     | 1     | 1     | 0       | 11    | 4     | 22       | --    | .733  | 499   | 130.0 | 91       | 5        | 29    | 3    | 5     | 88       | 2     | 0     | 29    | 26       | 1.80     | 0.92    |
| 1993년      | 긴테쓰      | 46    | 0     | 0     | 0     | 0       | 6     | 6     | 26       | --    | .500  | 331   | 82.2  | 57       | 6        | 36    | 3    | 1     | 60       | 3     | 0     | 19    | 14       | 1.52     | 1.12    |
| 1994년      | 긴테쓰      | 45    | 0     | 0     | 0     | 0       | 9     | 4     | 24       | --    | .692  | 369   | 94.0  | 66       | 5        | 24    | 4    | 2     | 73       | 2     | 0     | 20    | 19       | 1.82     | 0.96    |
| 1995년      | 긴테쓰      | 28    | 1     | 0     | 0     | 0       | 1     | 8     | 13       | --    | .111  | 233   | 52.0  | 56       | 8        | 21    | 0    | 0     | 49       | 7     | 0     | 30    | 19       | 3.29     | 1.48    |
| 1996년      | 긴테쓰      | 44    | 0     | 0     | 0     | 0       | 9     | 4     | 21       | --    | .692  | 311   | 73.1  | 67       | 5        | 25    | 4    | 3     | 67       | 5     | 0     | 19    | 17       | 2.09     | 1.25    |
| 1997년      | 긴테쓰      | 57    | 0     | 0     | 0     | 0       | 10    | 7     | 23       | --    | .588  | 428   | 97.1  | 90       | 5        | 44    | 9    | 5     | 100      | 4     | 0     | 42    | 33       | 3.05     | 1.38    |
| 1998년      | 긴테쓰      | 24    | 4     | 1     | 1     | 0       | 3     | 3     | 0        | --    | .500  | 291   | 66.1  | 70       | 3        | 27    | 2    | 6     | 31       | 0     | 0     | 34    | 31       | 4.21     | 1.46    |
| 1999년      | 긴테쓰      | 2     | 2     | 0     | 0     | 0       | 2     | 0     | 0        | --    | 1.000 | 60    | 13.1  | 13       | 1        | 8     | 0    | 2     | 6        | 0     | 0     | 5     | 5        | 3.38     | 1.58    |
| 2000년      | 긴테쓰      | 3     | 1     | 0     | 0     | 0       | 0     | 1     | 0        | --    | .000  | 40    | 9.0   | 6        | 1        | 7     | 0    | 1     | 5        | 1     | 0     | 5     | 5        | 5.00     | 1.44    |
| 2001년      | 긴테쓰      | 9     | 8     | 0     | 0     | 0       | 1     | 3     | 0        | --    | .250  | 223   | 48.2  | 61       | 6        | 18    | 1    | 0     | 27       | 1     | 0     | 31    | 29       | 5.36     | 1.62    |
| 2002년      | 긴테쓰      | 11    | 0     | 0     | 0     | 0       | 1     | 1     | 0        | --    | .500  | 59    | 12.1  | 18       | 1        | 4     | 2    | 0     | 3        | 1     | 0     | 9     | 9        | 6.57     | 1.78    |
| 2003년      | 긴테쓰      | 1     | 0     | 0     | 0     | 0       | 0     | 0     | 0        | --    | ----  | 6     | 1.0   | 2        | 1        | 1     | 0    | 0     | 0        | 1     | 0     | 1     | 1        | 9.00     | 3.00    |
| 2004년      | 긴테쓰      | 4     | 0     | 0     | 0     | 0       | 0     | 0     | 0        | --    | ----  | 16    | 2.2   | 4        | 0        | 4     | 0    | 0     | 3        | 0     | 0     | 5     | 5        | 16.88    | 3.00    |
| 통산 : 16년 | 통산 : 16년 | 380   | 20    | 2     | 2     | 0       | 58    | 45    | 139      | --    | .563  | 3338  | 794.1 | 703      | 56       | 294   | 31   | 28    | 590      | 31    | 0     | 299   | 254      | 2.88     | 1.26    |

- 굵은 글씨는 시즌 최고 성적.